# Rákosník velký
Rákosník velký (Acrocephalus arundinaceus) je středně velkým druhem pěvce z čeledi rákosníkovitých (Acrocephalidae).

## Taxonomie
Polytypický druh se 2 poddruhy:
- A. a. arundinaceus (Linnaeus, 1758) – hnízdí ve většině Evropy, severozápadní Africe a Turecku východně po řeku Volhu, Kavkaz a Kaspické moře.
- A. a. zarudnyi E. J. O. Hartert, 1907 – hnízdí v severním Iráku a Íránu, a v rozmezí od Volhy a Kaspického moře východně po severozápadní Mongolsko a jižně po Tádžikistán a severozápadní Čínu.

## Popis
Největší druh rákosníka v Evropě, téměř velikosti drozda; dorůstá délky 17–20 cm, v rozpětí křídel měří 24–26 cm a váží 28–38 g. Je nenápadně zbarvený, převážně tmavě hnědý se světlejší, žlutavě bílou spodinou, bílým hrdlem a světlým nadočním proužkem. Obě pohlaví jsou zbarvena stejně. Podobá se rákosníku obecnému (A. scirpaceus), je však viditelně větší, má výraznější nadoční proužek a delší silnější zobák.

## Hlas
Varuje drsným „krrr“; zpěv, kterým se samci ozývají při prolézání rákosin nebo z větví stromů, tvoří výrazné skřehotavé „karra karra kit kit“.

## Rozšíření
Areál rozšíření rákosníka velkého sahá od severozápadní Afriky, Portugalska a Španělska po severovýchodní Čínu, jižní Sachalin a severní Japonsko. Je tažný se zimovišti v subsaharské Africe. Z Česka odlétá během srpna a září a přilétá v dubnu až květnu.
V 50. letech 20. století došlo u mnohých evropských populací k výraznému poklesu stavů, který se stal ještě masivnějším v 70. letech. K velmi citelným populačním ztrátám došlo např. v Nizozemsku, Belgii, Německu, na Slovensku, ale i v České republice. Zatímco např. jen v Nizozemsku ještě v roce 1950 hnízdilo více než 10 000 párů, o 40 let později, v roce 1990, již méně než 300. Jako hlavní příčiny bývají uváděny odvodňování mokřadů a eutrofizace vod. Je také citlivý na rušení na hnízdištích a v některých oblastech navíc ohrožován lovem. V roce 2004 byla evropská populace druhu odhadována na 1,5–2,9 milionů párů.
V Česku hnízdí po 600 m n. m. v počtu 1,5–3 tisíc párů. Je zde zvláště chráněn jako silně ohrožený druh.

## Prostředí
Hnízdí v hustých, vysokých, z vody rostoucích rákosinách větší rozlohy.

## Potrava
Obratně šplhá po rákosí, kde také pátrá po potravě. Živí se hlavně hmyzem, ale i jinými malými živočichy, včetně pavouků, měkkýšů nebo obojživelníků; na podzim požírá také bobule.

## Hnízdění

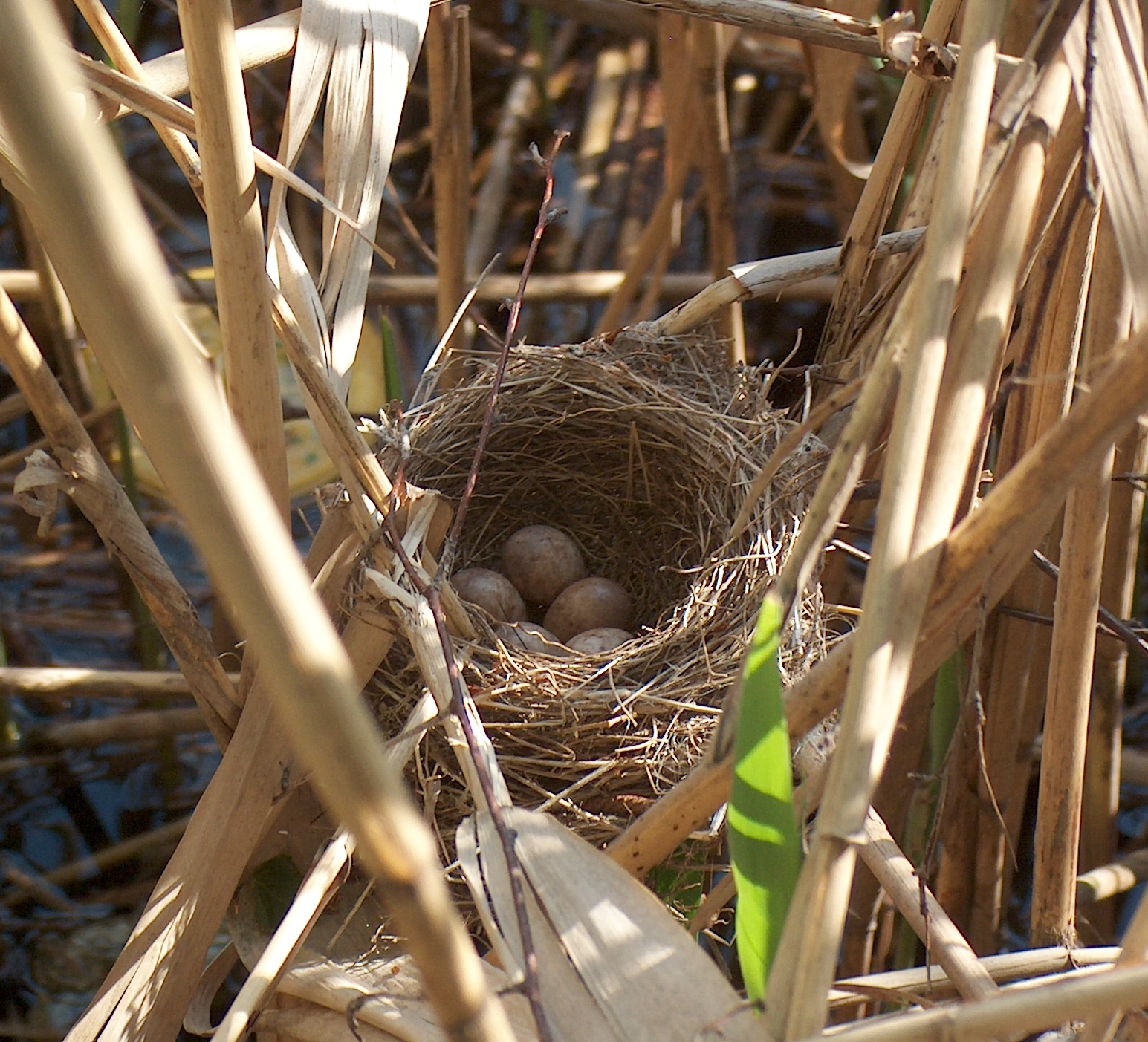
Hnízdo s vejci

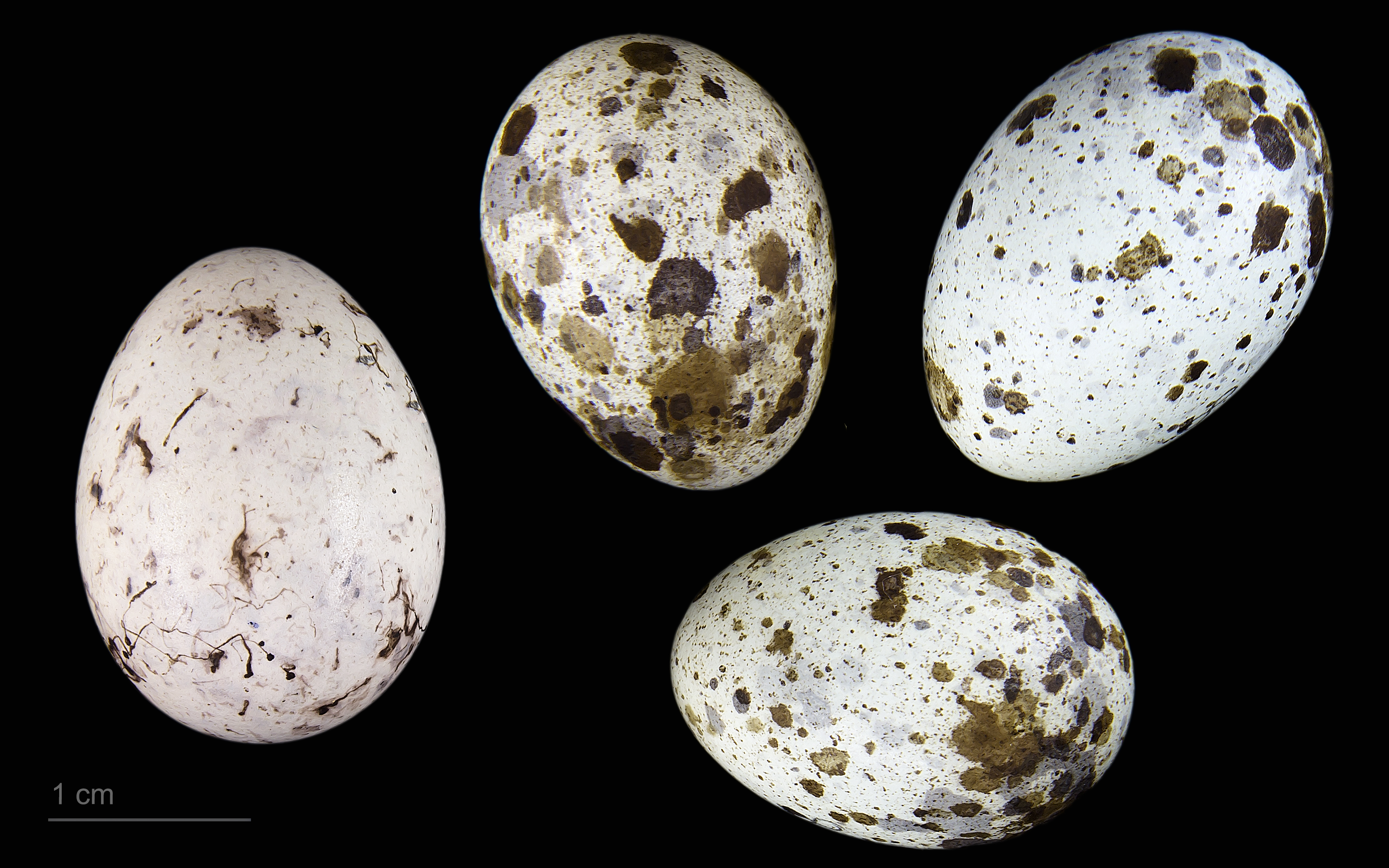
Cuculus canorus canorus + Acrocephalus arundinaceus

Pohlavně dospívá ve druhém kalendářním roce. Hnízdí 1× až 2× ročně od května do září. Páry bývají monogamní, u samců se však objevuje také bigamie či trigamie, což znamená, že mohou zahnízdit hned se 2 nebo 3 samicemi. Hluboké miskovité hnízdo spletené ze stébel trav vplétá samotná samice do hustého rákosí nad vodou. V jedné snůšce je 4–5 zelenavě bílých, tmavě skvrnitých vajec o velikosti 22,5 x 16,1 mm. Inkubační doba trvá 13–15 dnů, na vejcích sedí pouze samice. Mláďata hnízdo opouští po 12–14 dnech. U monogamních párů je krmí oba rodiče, polygynní samci však pomáhají s krmením mláďat pouze první samici, zatímco ostatní samice krmí svá mláďata samy. Je častým hostitelem kukačky obecné (Cuculus canorus). Ve volné přírodě se dožívá průměrně 2,4 let.